# Милана (опера)
«Милана» — опера Г. И. Майбороды в 4-х действиях на либретто Агаты Турчинской. Впервые поставлена в Киевском оперном театре 1 ноября 1957 года под руководством В. С. Тольбы, в том же году показана в Москве на декаде украинского искусства.
Действие оперы происходит на Закарпатье в 1939—1944 годах на фоне событий, связанных с завоеванием края Советским Союзом. В центре — образ Миланы, невесты партизана Василия, совершившей подвиг и убитой старостой Шибаком в момент прихода советских войск.
Опера шла в Киевском театре до конца 1980-х годов, в 1970 году была представлена в Болгарии, позднее была снята с репертуара. В 1972 году опера была записана силами музыкантов Киевской оперы (дирижер — С. Турчак, хормейстер — Л. Венедиктов), в 2005 переиздана на компакт-диске издательством «Вектор-Вега».